# Carolina Luján

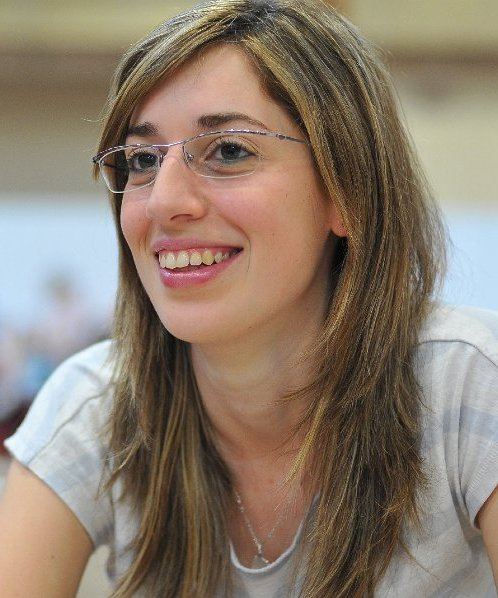
Carolina Luján (2012)

Carolina Luján (Buenos Aires, 13 mei 1985) is een Argentijnse schaakster met FIDE-rating 2385 in 2017. Zij is, sinds 2005, een grootmeester bij de dames (WGM) en, sinds 2007, een Internationaal Meester (IM).
Luján won drie gouden medailles bij de Pan-Amerikaanse Jeugdkampioenschappen Schaken: in 1995 in de categorie meisjes tot 10 jaar en in 1996 en 1997 in de categorie meisjes tot 12 jaar.
Vijf keer won ze het Argentijnse schaakkampioenschap voor vrouwen: in 2000, 2001, 2004, 2006 en 2015).
Luján nam diverse keren deel aan het Wereldkampioenschap schaken voor vrouwen. In 2004 werd ze in de eerste ronde uitgeschakeld door Jekaterina Kovalevskaja, die uiteindelijk als tweede eindigde. In 2006 werd ze in ronde 2 uitgeschakeld door de uiteindelijke nummer twee, Alisa Galliamova. In 2012 werd ze in de eerste ronde uitgeschakeld door Anna Zatonski. In 2015 verloor ze in ronde twee van Alisa Galliamova.
Tijdens zeven Schaakolympiades, tussen 2002 en 2014, speelde Luján aan bord 1 van het Argentijnse vrouwenteam. Haar beste resultaten behaalde ze bij de 35e Schaakolympiade in Bled (Slovenië) in 2002, hier scoorde ze 8½ pt. uit 13 partijen, en bij de 40e Schaakolympiade in Istanboel in 2012, waar ze 6 pt. uit 9 behaalde, met een performance rating van 2455.
Luján behaalde de titel 'vrouwelijke grootmeester' (WGM) in mei 2005 dankzij haar resultaten bij: de Schaakolympiade in Bled in 2002, het Pan-Amerikaanse schaakkampioenschap in Buenos Aires in 2003, en het Chacabuco-toernooi in de Argentijnse provincie Buenos Aires in 2004.
In januari 2007 behaalde ze de titel Internationaal Meester (IM) dankzij haar resultaten bij: het Pan-Amerikaanse schaakkampioenschap in 2003, Sort (Spanje) 2006, en Balaguer (Spanje) 2006.
Ze won in 2008 het Mediterranean Flowers WGM toernooi in Rijeka, in 2010 het WGM toernooi in Graz, en werd in datzelfde jaar gedeeld eerste bij het Pan-Amerikaanse schaakkampioenschap voor vrouwen in Campinas (Brazilië).
Luján won in 2014 het Pan-Amerikaanse schaakkampioenschap voor vrouwen in Buenos Aires.

## Externe koppelingen
- (en)   Informatie over schaakpartijen van Carolina Luján op ChessGames.com
- (en)   Informatie over schaakpartijen van Carolina Luján op 365chess.com
- (en)  FIDE-ratinggegevens voor Carolina Luján